# Franky Van der Elst
Franky Van der Elst (Ninove, 30 aprile 1961) è un ex calciatore e allenatore di calcio belga, di ruolo centrocampista. Nel marzo 2004 è stato incluso da Pelé nella lista dei 125 migliori giocatori di sempre, il FIFA 100.

## Carriera

### Giocatore
Cominciò la carriera da professionista nel 1978 con il RWD Molenbeek nel ruolo di centrocampista difensivo e nel 1982 si guadagnò la prima chiamata in nazionale belga. Nel 1984 si trasferì al Club Bruges e vi rimase fino al termine della carriera, nel 1999. Vinse la Scarpa d'oro come miglior giocatore del campionato belga due volte, nel 1990 e nel 1996, una cosa abbastanza insolita per un centrocampista difensivo. Inoltre prese parte a quattro Mondiali di calcio dal 1986 al 1998.

### Allenatore
Dopo la carriera da calciatore fu nominato allenatore del Germinal Beerschot e dopo quattro stagioni abbastanza positive fu rimpiazzato da Marc Brys. Andò così al Lokeren, ma vi rimase una sola stagione. Nel 2005 ritornò come assistente al "suo" Club Bruges, dove ritrovò i suoi ex compagni di squadra e amici Jan Ceulemans, Marc Degryse, Dany Verlinden e René Verheyen. Rimase a Bruges anche quando Verheyen e Ceulemans furono esonerati nel 2006. Alla fine nel 2007 fu esonerato anche lui insieme all'allenatore Emilio Ferrera.
Dal gennaio al giugno 2008 ha allenato il Brussels.

## Palmarès

### Giocatore

#### Club
- Campionato belga: 5

Club Brugge: 1988, 1990, 1992, 1996, 1998
- Coppa del Belgio: 4

Club Brugge: 1986, 1991, 1995, 1996
- Supercoppa belga: 8

Club Brugge: 1986, 1988, 1990, 1991, 1992, 1994, 1996, 1998

#### Individuale
- Soulier d'or: 2

1990, 1996
- Premio Fair-Play: 1

1997
- Inserito nel FIFA 100 (2004)